# Chromis woodsi
Chromis woodsi är en fiskart som beskrevs av Bruner och Arnam, 1979. Chromis woodsi ingår i släktet Chromis och familjen Pomacentridae. Inga underarter finns listade i Catalogue of Life.